# Blacon

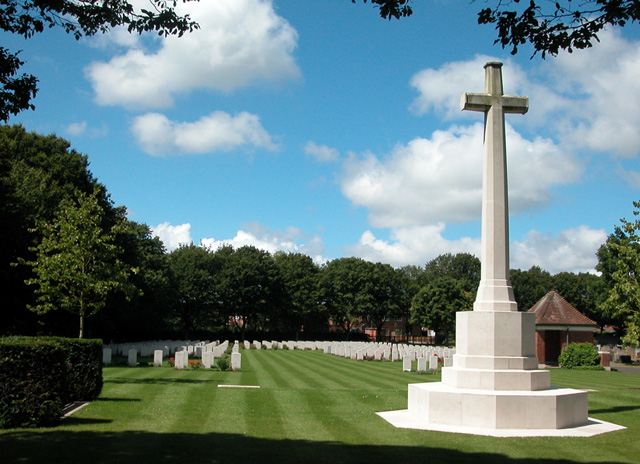
Działka A na cmentarzu w Blacon

Blacon – wieś w Anglii, w hrabstwie ceremonialnym Cheshire, w dystrykcie (unitary authority) Cheshire West and Chester. Leży 1 km na południowy zachód od miasta Chester i 266 km na północny zachód od Londynu. W 2001 miejscowość liczyła 13 495 mieszkańców.

## Cmentarz
Cmentarz Blacon został założony podczas II wojny światowej w 1940 roku i jest miejscem pochówku 558 żołnierzy alianckich. Ich groby zlokalizowane są w dwóch działkach wojennych. W działce A spoczywają przede wszystkim lotnicy Royal Air Force polegli podczas II wojny światowej, którzy służyli w bazach w Cheshire i sąsiednich hrabstwach. W działce H większość stanowią polscy żołnierze, zmarli w szpitalach Północnej Walii, Cheshire i Shropshire. Łącznie na cmentarzu znajdują się groby 86 żołnierzy Polskich Sił Zbrojnych, inne dane podają liczbę 116.